# Hans Herbjørnsrud
Hans Herbjørnsrud (Heddal, 2 gennaio 1938 – Notodden, 15 novembre 2023) è stato uno scrittore norvegese di racconti.
Le sue opere giocano spesso sulle differenze tra le lingue norvegesi Bokmål e Nynorsk e i diversi dialetti norvegesi. I personaggi delle sue storie a volte mescolano e inventano linguaggi giocosamente, altre volte restano intrappolati nei loro giochi linguistici e si trovano a perdere la propria identità.

## Biografia
Herbjørnsrud crebbe in una lontana fattoria nel Telemark e diventò egli stesso un contadino. Dopo aver lavorato per un periodo come insegnante, cominciò a scrivere all'età di quarant'anni e pubblicò la sua prima raccolta di racconti, Vitner (in inglese Testimoni), nel 1979. L'opera venne considerata il miglior esordio letterario dell'anno, e vinse il Tarjei Vesaas' Debutantpris. In seguito egli pubblicò ancora sei raccolte, che trovarono anch'esse un riscontro positivo da parte dei critici. Herbjørnsrud vinse numerosi premi per il suo lavoro, tra i quali il prestigioso Kritikerprisen nel 1997, e il Dobloug Prize e l’Aschehougprisen nel 2005. Venne nominato per The Nordic Council´s Literature Prize nel 1998 e nel 2002, e per lo European Aristeion Prize nel 1999. I suoi racconti sono stati tradotti in numerose lingue, tra cui tedesco, inglese, francese, russo e hindi.
Herbjørnsrud è morto nel 2023.

## Scrittura
La giocosa mescolanza di dialetti di Herbjørnsrud ha sempre messo a dura prova i traduttori; la sua storia più prolifica, Kai Sandemo (1997), è stata considerata per molto tempo intraducibile in qualsiasi altra lingua. Racconta la storia di un assassino che fugge dalla sua casa nel Telemark e si trasferisce in Danimarca, dove comincia a scrivere lettere alle persone con cui è cresciuto – prima in danese, poi, ricordando segreti sempre più oscuri del suo passato, passa gradualmente a scrivere in Nynorsk, Bokmål e nel dialetto di Telemark, fino alla fine, in cui quasi ogni frase diventa un complicato misto di diverse lingue e dialetti. Un ambizioso progetto intrapreso dalle università di Zurigo e di Monaco ha lavorato per molti anni a una traduzione della storia in tedesco, e ha pubblicato una versione definitiva nel 2005. Il gruppo di traduttori ha ambientato la storia in Svizzera e ha sostituito i linguaggi e i dialetti originali con il tedesco standard, lo svizzero tedesco, il romancio e alcuni dialetti svizzeri.

## Vita privata
Hans Herbjørnsrud fu sposato con la storica danese Anna Tranberg, professoressa associata alla Telemark University College in Bø. Il loro figlio, Dag Herbjørnsrud, è scrittore, giornalista nonché editore per il settimanale di attualità Ny Tid.

## Opere
- Brønnene (in inglese The Fountains, 2006)
- Samlede noveller (in inglese Collected Short Stories, 2003)
- Vi vet så mye (in inglese We know so much, 2001)
- Blinddøra (in inglese The Blind Door, 1997)
- Eks og Sett (1992)
- Han (in inglese Him, 1987)
- Vannbæreren (in inglese The Water Bearer, 1984)
- Vitner (in inglese Witnesses, 1979)